# Aïcha du Maroc
Pour les articles homonymes, voir Aïcha (homonymie).
Lalla Aïcha, née le 17 juin 1930 à Rabat, morte le 4 septembre 2011 dans la même ville, est une princesse marocaine de la dynastie alaouite.
Fille du roi Mohammed V et de Lalla Abla bint Taher, Lalla Aïcha est l'une des sœurs du roi Hassan II.

## Biographie
Lalla Aïcha est née au Palais royal de Rabat. Elle commence son éducation à domicile et reçoit son certificat d’école primaire,, à la fois le certificat marocain et français, en 1943. Elle poursuit sa scolarité au lycée de jeunes filles de Rabat (aujourd'hui lycée Lalla-Aïcha). À l’âge de 14 ans, son père charge le doyen du salafisme au Maroc, Si Mohammed Belarbi Alaoui, de son éducation. Le 6 janvier 1947, à Salé, elle inaugure une école de filles musulmanes en présence d’Allal El Fassi et de son professeur Si Mohammed Belarbi Alaoui. Elle obtient son baccalauréat en 1953,, puis choisit la France pour poursuivre des études universitaires en langues. Mais elle est contrainte de les interrompre un moment, à cause de l’exil de sa famille qui dura près de deux ans, jusqu’en 1955. Après le retour d’exil de sa famille, elle poursuit ses études à l’université de Rabat, où elle est diplômée d’une licence en langues en 1959. Après avoir obtenu son diplôme, Lalla Aïcha commença à organiser des sociétés de femmes et des groupes de services sociaux.
Lalla Aïcha aime pratiquer l’équitation, que son père lui a apprise. Un goût qu'elle partage avec sa petite sœur Lalla Amina, qui en est elle en revanche passionnée. Sportive, Lalla Aïcha est également passionnée de chasse et de natation, et ne cesse de rappeler l'importance de l'éducation physique à la jeunesse marocaine.
Elle est présidente de l'Entraide nationale de 1956, à sa mort, une institution dominant les activités de secours et d'aide sociale au Maroc. À sa fondation, en 1956, l'Entraide nationale regroupe la Ligue de protection de la mère et de l’enfant, la Ligue contre la tuberculose, le Croissant-Rouge et la Ligue contre l’analphabétisme. Elle est active auprès du Croissant-Rouge, étant la présidente d'honneur de 1956 à 1967,. Lalla Aïcha est ambassadrice du Maroc au Royaume-Uni (1965-1969), en Grèce (1969-1970) et en Italie (1970-1973). 

### Mariages
- Le 16 août 1961[21] à Rabat, elle épousé Moulay Youssef al-Yacoubi[21] ; de ce mariage naissent deux filles :

1. Lalla Noufissa al-Yacoubi[22] ;
2. Lalla Zoubaida al-Yacoubi[22].

Elle divorce de son époux en 1972.
- La même année, le 2 août 1972[21], elle épouse en secondes noces Moulay El Hassan ben Al Mehdi[21]. Ils n'ont pas de descendance ; elle devient veuve de son époux le 1er novembre 1984.

## Décorations

### Décorations nationales
- Dame grand cordon de l'ordre du Trône (1963).
- Ordre de Souveraineté du Maroc (2007)[23].

### Décorations étrangères
- Dame grand-croix de l'ordre du Mérite de la République italienne (1er juillet 1970)[24].
- Dame commandeur honoraire de l'ordre royal de Victoria (27 octobre 1980)[25].

### Nominations militaires honorifiques
- Colonel honoraire de l'armée syrienne (1957–2011).